# Hagai El-Ad
Hagai El-Ad (hébreu : חגי אלעד) est un militant israélien né le 1er octobre 1969 à Haïfa en Israël.
Surtout connu pour être un défenseur pacifiste des droits des Palestiniens et des droits LGBT en Israël, il appartient à une tendance d'extrême gauche israélienne.

## Biographie

### Enfance et jeunesse
Hagai El-Ad est né de parents journaliste et universitaire israéliens d'origine juive ashkénaze.
Après avoir étudié l'arabe au lycée, il est recruté en 1987 par l'armée israélienne où il a servi jusqu'en 1991 dans l'unité d'élite 504 du renseignement militaire. Il y est décrit comme un excellent soldat et l'un des meilleurs arabophones qui y aient servi. 
Il a étudié la physique à l'université hébraïque de Jérusalem et au centre d'astrophysique de Harvard.

### Activisme
Hagai El-Ad commence son activisme politique dans la défense des droits LGBT en Israël en dirigeant notamment la Maison ouverte pour la fierté et la tolérance à Jérusalem.
Après avoir dirigé pendant six ans l'association pour les droits civils en Israël, il prend en 2014 la tête de l'ONG israélienne B'Tselem jusqu'en 2023.
En 2016, il prononce un discours intitulé « Colonies israéliennes illégales : obstacles à la paix et à la solution à deux États » au Conseil de sécurité des Nations unies sur invitation de la mission palestinienne. Il appelle les États membres à prendre des mesures contre la colonisation israélienne des territoires occupés palestiniens, dénonçant cinquante années de « violence bureaucratique quotidienne » qui domine la vie des Palestiniens « du berceau à la tombe ». 
Après les vives critiques du Premier ministre Benyamin Netanyahou et de l'extrême droite israélienne, il se défend d'être anti-israélien en affirmant qu'Israël « ne peut pas prétendre être une démocratie tout en occupant un autre peuple » et expliquant que son action était motivée « par amour pour son pays ». 
En 2018, il prononce un nouveau discours devant le Conseil de sécurité où il compare la bande de Gaza à « une prison à ciel ouvert » et dénonce le processus visant à diviser la Cisjordanie en de petites enclaves palestiniennes qu'il compare aux bantoustans créés en Afrique du Sud durant l'apartheid.
En 2021, il déclare que des décennies d'occupation ont transformé Israël en « un régime d'apartheid entre la Méditerranée et le Jourdain »,.
Hagai El-Ad fait régulièrement l'objet de menaces et de pressions de par son activisme et ses déclarations publiques, traité de « traître à la patrie ». 

### Hommages
En 2018, la France décerne le Prix des droits de l'Homme à l'ONG israélienne B'Tselem. « C'est un honneur particulièrement spécial de recevoir ce prix, avec nos collègues d'Al-Haq », a déclaré Hagai El-Ad. « Nous partageons les mêmes valeurs et la même prise de conscience : ce n'est qu'en mettant fin à l'occupation qu'un avenir fondé sur les droits de l'homme, l'égalité et la liberté pourra exister ».